# 胞子虫

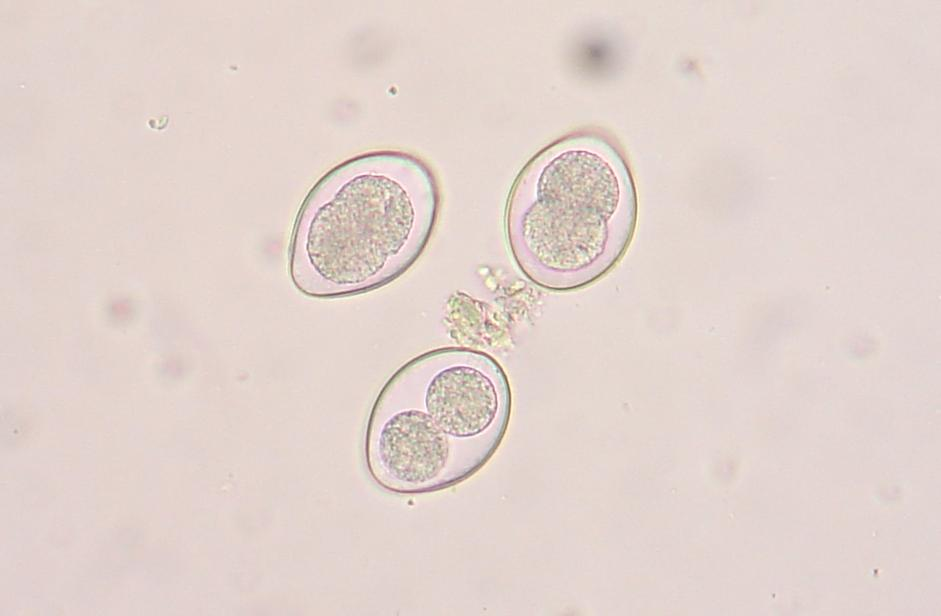
ネコから排泄されたコクシジウム類（Isosporaか?）のオーシスト。2個ずつ含まれているのがスポロブラストで、これがスポロシスト（「胞子」）に発育する。

胞子虫（ほうしちゅう、Sporozoa）は原生動物の古典的な4分類の1つで、運動器官、摂食器官を持たず、（例外はあるが）胞子をつくって増殖する原生動物の総称である。運動能が限られていることから全てが寄生虫であると考えられ、とくに宿主の細胞内に寄生するものが多い。胞子虫としてひとまとめに分類されてきた生物群は、現在は非常に多様な系統に属していることが明らかになっており、1つの分類群として取り扱うことはない。ただし現在でも胞子虫という名の若干定義の異なる分類群を使うことがある（アピコンプレックス門の項を参照）。本項では胞子虫に関する認識の変遷を解説するにとどめるので、生物の実際については末尾の対応表から各分類群の項目を参照のこと。

## 胞子虫類の成立
| 綱              | 亜綱                                  | 目                       |
| --------------- | ------------------------------------- | ------------------------ |
| 胞子虫 Sporozoa | 晩生胞子虫 Telosporidia （Ectospora） | 簇虫 Gregarinida         |
| 胞子虫 Sporozoa | 晩生胞子虫 Telosporidia （Ectospora） | 球虫 Coccidia            |
| 胞子虫 Sporozoa | 晩生胞子虫 Telosporidia （Ectospora） | 血虫 Haemosporidia       |
| 胞子虫 Sporozoa | 早生胞子虫 Neosporidia （Endospora）  | 粘液胞子虫 Myxosporidia  |
| 胞子虫 Sporozoa | 早生胞子虫 Neosporidia （Endospora）  | 放線胞子虫 Actinomyxidia |
| 胞子虫 Sporozoa | 早生胞子虫 Neosporidia （Endospora）  | 住肉胞子虫 Sarcosporidia |
| 胞子虫 Sporozoa | 早生胞子虫 Neosporidia （Endospora）  | 略胞子虫 Haplosporidia   |

文献上はじめて認識された胞子虫は、おそらく1674年にレーウェンフックがウサギの胆汁中に観察した球体で、ウサギ肝コクシジウム（Eimeria stiedai）だったと考えられている。一方はじめて正式に命名された胞子虫は、1826年に昆虫学者レオン・デュフールによってハサミムシから発見されたグレガリナ（簇虫）類Gregarina ovata Dufour, 1828で、これを機にグレガリナ類が続々と記載されるようになる。当初は特殊化した吸虫の一群だと考えられていたが、1845年に解剖学者アルベルト・フォン・ケリカーによって原生動物門に移された。コクシジウム（球虫）類ははじめグレガリナ類の一種として記載され、後に区分されるようになった。胞子虫という分類群は、1879年に寄生虫学者ルドルフ・ロイカルトが、グレガリナ類とコクシジウム類とを合わせて設立したものである。
19世紀末にオットー・ビュッチュリによって原生動物の古典的な4分類が確立されたときには、原生動物門胞子虫綱に3亜綱（簇虫、粘液胞子虫、住肉胞子虫）が置かれていた。これはちょうどマラリア原虫が発見された（1880年）時期にあたり、このあと住血胞子虫（血虫）類（Haemosporidia Danilevsky, 1885）や微胞子虫類（Microsporida Balbiani, 1882）、放線胞子虫類（Actinomyxida Štolc, 1899）、略胞子虫類（Haplosporidia Caullery et Mesnil, 1899）といった分類群が認識されるようになった。
20世紀初頭の分類体系は胞子形成の様式に注目して、晩生胞子虫と早生胞子虫との2つに大別するものだった。晩生胞子虫は細胞の成長が止まったあとに細胞の外縁に胞子形成細胞が生じるもので、栄養体は単核である。一方早生胞子虫は細胞の内部で胞子形成が起きるものであり、例外はあるが栄養体が多核で細胞の成長と胞子形成が同時に起こる。この区別は根本的な系統の差だと考えられ、1910年代にはすでに胞子虫は寄生適応による収斂によって認識される外形的な分類群だとみられていた。なおこの頃までは微胞子虫は粘液胞子虫の中の亜目として考えられていた。

## 極嚢に関する議論
| 亜門            | 綱                        | 亜綱                        |
| --------------- | ------------------------- | --------------------------- |
| 胞子虫 Sporozoa | 晩生胞子虫 Telosporea     | 簇虫 Gregarinidia           |
| 胞子虫 Sporozoa | 晩生胞子虫 Telosporea     | 球虫 Coccidia               |
| 胞子虫 Sporozoa | 晩生胞子虫 Telosporea     | 血虫 Haemosporidia          |
| 胞子虫 Sporozoa | 無極嚢胞子虫 Acnidosporea | 略胞子虫 Haplosporidia      |
| 胞子虫 Sporozoa | 無極嚢胞子虫 Acnidosporea | 住肉胞子虫 Sarcosporidia    |
| 胞子虫 Sporozoa | 極嚢胞子虫 Cnidosporea    | 粘液胞子虫 Myxosporidia     |
| 胞子虫 Sporozoa | 極嚢胞子虫 Cnidosporea    | 放線胞子虫 Actinomyxidia    |
| 胞子虫 Sporozoa | 極嚢胞子虫 Cnidosporea    | 微胞子虫 Microsporidia      |
| 胞子虫 Sporozoa | 極嚢胞子虫 Cnidosporea    | らせん胞子虫 Helicosporidia |

粘液胞子虫の胞子が持つ極嚢（きょくのう）は、極糸（polar filament）という長い糸が螺旋状に入った袋状のもので、見かけは刺胞に似た極めて特徴的な構造である。そのため、20世紀初頭から極嚢（というよりはむしろ極糸）の有無を分類に用いる意見があり、次第に極嚢胞子虫類（Cnidosporidia Doflein, 1901）という分類群が受け入れられるようになった。粘液胞子虫の胞子が極嚢を含む複数の機能分化した細胞から成っていることから中生動物のような中間的な生物だと考える向きもあり、極嚢胞子虫は胞子虫とは全く別系統の生物だと認識されるようになった。
1960年代になると、粘液胞子虫や放線胞子虫の極糸はただ宿主の消化管壁へ付着するためだけの機能であるのに対し、微胞子虫の極糸は宿主細胞への進入経路として使われることから、これらを相同と見なすべきでないという批判がされるようになった。この立場から微胞子虫の極糸は極管（polar tube）と呼んで区別され、次第に微胞子虫と粘液胞子虫とを分けて考えるようになる。
なお表中にあるらせん胞子虫は、Helicosporidium parasiticum Keilin, 1921という1種のみを指す語である。これは極糸のような螺旋状の構造を持つが極嚢と呼べる構造を持たない特異な寄生生物であり、1931年に一旦は極嚢胞子虫類に含められたが、1970年以降は下等な菌類だと見なされたり位置不詳とされたりするようになった。21世紀に入ってから培養が可能になり、分子系統解析の結果トレボウクシア藻綱の緑藻プロトテカ（Prototheca）属と極めて近縁な寄生藻類であることが判明した。

## 胞子虫類の解体
| 門                           | 綱                      |
| ---------------------------- | ----------------------- |
| アピコンプレクサ Apicomplexa | パーキンサス Perkinsea  |
| アピコンプレクサ Apicomplexa | 胞子虫 Sporozoea        |
| 微胞子虫 Microspora          | Rudimicrosporea         |
| 微胞子虫 Microspora          | 微胞子虫 Microsporea    |
| アセトスポラ Ascetospora     | Stellatosporea          |
| アセトスポラ Ascetospora     | パラミクサ Paramyxea    |
| ミクソゾア Myxozoa           | 粘液胞子虫 Myxosporea   |
| ミクソゾア Myxozoa           | 放線胞子虫 Actinosporea |

1950年代から電子顕微鏡による微細構造の観察ができるようになると、新たな多様性と共通性が見出され、分類体系にも影響を及ぼすようになった。最も重要なものはアピカルコンプレックスの発見であり、これを持たない略胞子虫類が胞子虫から区別されてアセトスポラ（奇妙な胞子の意）類が立てられた。また1960年代から1970年代にかけてToxoplasma属やSarcocystis属などの生活環が解明されたことによって分類体系が整理され、住肉胞子虫類のほとんどはコクシジウム類と見なされるようになった。すでに述べたとおり微胞子虫と粘液胞子虫も分離されたため、かつての胞子虫綱は系統を異にすると思われる4つの門に解体されることになった。
1980年代以降、分子系統解析によって系統関係を実証することができるようになり、ここに示した体系はその後の検討によって若干の変更を受けている。パーキンサス綱はアピカルコンプレックス類似の構造を持つことから胞子虫とともにアピコンプレクサ門にまとめられたが、系統解析はむしろ渦鞭毛虫との近縁性を示したため現在では含めないことが多い。アセトスポラ門については懐疑的な意見が強く、略胞子虫類とパラミクサ類に分けて取り扱われることも多い。分子系統解析からは、少なくとも略胞子虫類はケルコゾア門に含められることがわかっているが、パラミクサ類については解釈が分かれている。放線胞子虫は粘液胞子虫の生活環の一部であることが判明したため、現在では放線胞子虫類を分類群として用いないことが多い。
| 分類群       | 界       | 門               | 綱                                |
| ------------ | -------- | ---------------- | --------------------------------- |
| 簇虫         | 原生生物 | アピコンプレクサ | グレガリナ Gregarinea             |
| 球虫         | 原生生物 | アピコンプレクサ | コクシジウム Coccidea             |
| 住肉胞子虫   | 原生生物 | アピコンプレクサ | コクシジウム Coccidea             |
| 血虫         | 原生生物 | アピコンプレクサ | 住血胞子虫 Haematozoea            |
| 略胞子虫     | 原生生物 | ケルコゾア       | アセトスポラ Ascetosporea         |
| 粘液胞子虫   | 動物     | ミクソゾア       | 粘液胞子虫 Myxosporidea           |
| 放線胞子虫   | 動物     | ミクソゾア       | 粘液胞子虫 Myxosporidea           |
| 微胞子虫     | 菌       | 微胞子虫         | 微胞子虫 Microsporea              |
| らせん胞子虫 | 植物     | 緑藻植物         | トレボウクシア藻 Trebouxiophyceae |